# Запис Симоновића храст - стари (Доње Видово)
Запис Симоновића храст - стари (Доње Видово) се налази на парцели чији је власник Симоновић Драгица.

## Локација
| Општина             | Параћин                                                                     |
| Катастарска општина | Доње Видово                                                                 |
| Потес               | Пресека                                                                     |
| Координате          | 43° 47′ 59″ С; 21° 23′ 16″ И / 43.799599999999998° С; 21.387699999999999° И |
| Надморска висина    | 128m                                                                        |

## Карактеристике
Дендрометријске вредности утврђене на терену и сателитским снимцима:
| Стабло                     | Храст |
| Висина стабла              | m     |
| Обим дебла                 | m     |
| Пречник крошње             | 0m    |
| Пречник дебла              | m     |
| Висина дебла до прве гране | m     |

## База записа
Запис је у оквиру Викимедија пројекта "Запис - Свето дрво" заведен под редним бројем 0517.